# João Ferreira de Almeida
João Ferreira de Almeida (Torre de Tavares, Mangualde, Portugal, 1628 - Java, 1691) fue una importante personalidad del protestantismo portugués, especialmente conocido por haber traducido la Biblia en el idioma portugués.

## Los primeros años
Hijo de padres católicos, quedó huérfano de niño y fue adoptado por un tío, miembro de una orden religiosa. Poco se sabe sobre la infancia y la adolescencia temprana de Almeida, pero se afirma que recibió una excelente educación, con el objetivo de entrar en el sacerdocio. No sabemos lo que habría llevado a Almeida a dejar Portugal, pero tal vez se debió la fuerte influencia ejercida por la Inquisición. Viajó a Holanda y a los 14 años de edad se embarcó para el Asia a través de Batavia (hoy Yakarta), en la isla de Java, Indonesia. En ese momento Batavia era el centro administrativo de la Compañía Holandesa de las Indias Orientales en el Sudeste de Asia.

## La conversión al protestantismo
Cuando navegaba entre Batavia y Malasia, Almeida leyó un prospecto protestante, en español, titulado "Diferencias de la Cristandad" (Las diferencias del cristianismo). Este folleto atacaba algunos de los conceptos y doctrinas de los católicos, incluido el uso de lenguas incomprensibles para la gente común, al igual que el latín, durante los oficios religiosos. Esto causó un gran impacto en Almeida y al llegar a Malaca, se convirtió a la Iglesia Reformada Holandesa, en 1642, e inmediatamente se dedicó a la traducción de citas de los Evangelios, del español al portugués.

## Traductor de la Biblia
Dos años más tarde, João Ferreira de Almeida se lanzó al proyecto de traducir el Nuevo Testamento al portugués usando como base parte de los Evangelios y de las Epístolas de la versión española Reina-Valera, 1569. Almeida usó también como fuentes de su traducción las versiones latina (de Beza), francesa (Ginebra, 1588) e italiana (Diodati, 1641) - todas ellas traducidas del griego y del hebreo. El trabajo fue concluido en menos de un año cuando Almeida tenía apenas 16 años de edad. A pesar de su juventud, le envió una copia del texto al gobernador general holandés, en Batavia. Se cree que la copia fue enviada a Ámsterdam pero el responsable de la publicación del texto falleció, habiendo desaparecido el trabajo de Almeida. En 1651, al serle solicitada una copia da su traducción para la Iglesia Reformada en Ceilán, (actual Sri Lanka), Almeida descubrió que el original había desaparecido. Se lanzó de nuevo al trabajo, partiendo de borradores anteriores de su trabajo, Almeida concluyó al año siguiente una versión revisada de los Evangelios y del libro de Hechos de los Apóstoles. En 1654, completó todo el Nuevo Testamento, pero una vez más, nada se hizo para imprimir la traducción y apenas se distribuyeron algunas copias manuscritas.
Almeida ingresó al ministerio de la Iglesia Reformada Holandesa, primeramente como "visitador de enfermos" y luego como "pastor suplente". En 1656, fue sometido a un examen de materias teológicas y habiendo sido aprobado fue ordenado para el ministerio pastoral y misionero. Sirvió primero en Ceilán y después en la India, siendo considerado uno de los primeros misioneros protestantes en visitar aquel país. Ya que era visto como misionero al servicio de un país extranjero y debido a que exponía doctrinas diferentes a las de la Iglesia Católica, muchos entre las comunidades de lengua portuguesa pasaron a considerarlo un apóstata y traidor. Fue entonces llevado a juicio ante el tribunal de la Inquisición en Goa, India, en 1661, siendo sentenciado a muerte por herejía. El gobernador general da Holanda logró evitar la consumación de la sentencia y consiguió que fuera enviado de regreso a Batavia.
En 1676, Almeida presentó su traducción del Nuevo Testamento al consistorio de la Iglesia Reformada en Batavia, para su revisión. Las relaciones entre Almeida y los revisores de la traducción se hicieron muy tensas, especialmente debido a las diferencias de opinión sobre el significado de algunas palabras y por el estilo del portugués usado. Esto causó grandes demoras en el trabajo de revisión y cuatro años después aún se discutían los capítulos iniciales del Evangelio de Lucas. Almeida decidió así, sin autorización de los revisores, enviar una copia a Holanda solicitando su publicación. A pesar de la reacción negativa del consistorio en Java, su versión en portugués del Nuevo Testamento fue finalmente impresa en Ámsterdam, en 1681 y las copias llegaron a Asia al año siguiente. Los revisores habían conseguido hacer valer su posición, introduciendo alteraciones en el trabajo de Almeida. El gobierno holandés concordó con la insatisfacción de Almeida y mandó destruir toda la primera impresión. Aun así, Almeida se reservó algunas copias en las que corrigió las alteraciones a mano.
Los revisores en Batávia se reunieron de nuevo para completar la verificación del Nuevo Testamento y avanzar en el Antiguo Testamento a medida que Almeida lo fuera completando. En 1689 ya con problemas de salud, Almeida renunció al trabajo misionero para dedicarse de lleno a traducir la Biblia. Murió en 1691 cuando traducía el último capítulo de Ezequiel. Su amigo Jacobus op den Akker completó la traducción en 1694.

## Ediciones posteriores
La segunda edición del Nuevo Testamento en portugués, revisada poco antes de la muerte de Almeida, fue publicada en 1693. Algunos historiadores afirman que también esta edición fue desfigurada por los revisores. A pedido de los misioneros daneses en Tranquebar, al sur de la India, la Society for Promoting Christian Knowledge de Londres, financió la tercera edición del Nuevo Testamento de Almeida, en 1711. La traducción del Antiguo Testamento fue al fin publicada en dos volúmenes en 1753 y en 1819, la Biblia completa en un solo volumen. Durante el Siglo XIX, la British and Foreign Bible Society y la American Bible Society distribuyeron millares de ejemplares de la versión de la Biblia Almeida revisada en Portugal y en las principales ciudades de Brasil. En 1898 la Sociedad Bíblica Británica publicó una versión revisada y corregida con lenguaje actualizado Así la traducción de João Ferreira de Almeida se convirtió en una de las versiones más populares de las Escrituras en lengua portuguesa, siendo especialmente usada por los evangélicos lusófonos. 
Actualmente es editada en Brasil principalmente por la Sociedade Bíblica do Brasil y por la Sociedade Bíblica Trinitariana do Brasil.